# Protocetus
Protocetus ("prvi kit") je izumrli rod primitivnih kitova koji je nastanjivao područje današnjeg Egipta. Živio je sredinom eocenske epohe, prije oko 45 milijuna godina.
Prvog otkrivenog protocetida, Protocetusa atavusa, opisao je Fraas 1904. godine na osnovu lubanje i nekoliko kraljžaka i rebara, pronađenih u srednjelutecijskom vapnencu koji se taložio na dnu oceana Tetis, a danas tvoji formaciju Gebel Mokattam u blizini Kaira.

## Opis
Protocetus je imao hidrodinamično tijelo kao kod kitova, dužine oko 2,5 m, ali je u mnogim pogledima bio relativno primitivan; još je uvijek imao malene zadnje peraje, a na prednjim perajama je imao prste povezane kožicom. Čeljusti su mu bile duge. Oblik kostiju repa ukazuje na to da je možda imao repne peraje kao današnji kitovi i, iako nije imao pravi otvor za zrak kao kod modernih kitova, nosnice su mu se već počele pozicionirati prema gornjem dijelu glave.
Za razliku od svog primitivnijeg prethodnika, Pakicetusa, struktura uha ukazuje na to da je Protocetus mogao dobro čuti pod vodom, iako je malo vjerojatno da je bio sposoban koristiti eholokaciju. Zadržao je dovoljan dio njušnog sustava da ima dobri osjet njuha, iako se vjerojatno više oslanjao na vid kako bi pronašao plijen.